# Holstianthus
Holstianthus là một chi thực vật có hoa trong họ Thiến thảo (Rubiaceae).

## Loài
Chi Holstianthus gồm các loài: